# Interlunio (libro)
Interlunio es el único libro escrito en prosa de ficción por el poeta argentino Oliverio Girondo. El libro fue publicado por Sur, en 1937, en una edición de 220 ejemplares, con  aguafuertes de Lino Spilimbergo.

## La obra
Interlunio, acompañado de aguafuertes de Lino Enea Spilimbergo, uno de los más destacados artistas plásticos de Argentina, es un relato que es la excepción dentro de la obra de Girondo. El texto en prosa, marca un proceso de cambio en la visión artística del mundo y en su ideología política.
El tema se centra en un personaje empobrecido, ya que su padre europeo perdió toda la fortuna familiar, y que se encuentra hastiado de los ruidos de la gran ciudad. Buscando tranquilidad, por las noches, pasea por el campo. En uno de los paseos, tiene una visión y  cree que su madre le habla a través de una vaca. Ella le dice que es un frívolo, alguien que escapa a los compromisos y por eso se encuentra sin nada en qué apoyarse. En la obra, Girondo contrapone lo europeo y lo americano, marcando la diferencia y la necesidad de un "ser americano", que desarrollará con mayor claridad en su ensayo Nuestra actitud ante el desastre, escrito tres años después.